# Paganinivariationer
Paganinivariationer är de musikverk som tillkommit som variationer över Niccolò Paganinis egna 24 variationer (capricer) för soloviolin från år 1819. En mängd tonsättare har tagit sig an uppgiften att variera på nytt sätt, för andra instrument eller format.

## Verk
- 1832 – Robert Schumann (1810–1856), opus 3, transkription för piano.
- 1833 – Robert Schumann, opus 10, sex konsertstudier för piano.
- 1840 – Franz Liszt (1811–1886), Études d'Executions Transcendentales d'apres Paganini, skrivna 1838, utgivna 1840.
- 1866 – Johannes Brahms (1833–1897), opus 35, för piano, två set variationer, skrivna 1862-63, utgivna 1866.
- Michel Brusselmans (1866–1960), en svit.
- Eugène Ysaÿe (1858–1931), transkription för violin och piano.
- 1902 – Mark Hambourg, variationer, för piano.
- 1914 – Ignaz Friedman (1882–1948), för piano, opus 47b.
- 1928 – Manuel Quiroga, variationer, för violin, 1928.
- 1934 – Sergej Rachmaninov (1873–1943), rapsodi på ett tema av Paganini, opus 43, för piano och orkester.
- 1941 – Witold Lutosławski (1913–1994), för två piano.
- 1941 – Benny Goodman (1909–1986) och Skip Martin, variationer, för orkester.
- 1946 – Luigi Dallapiccola (1904–1975), Sonatina canonica in mi bemolle maggiore su Capricci di Niccolò Paganini, för piano.
- 1947 – Boris Blacher (1903–1975), variationer, opus 26, för orkester.
- 1961 – Sergei Aslamazyan, variationer, för stråkkvartett.
- 1962 – George Talben Bell, variationer, för orgel.
- 1967 – Franco Mannino (1924–2005), variationer, opus 41, för tre violiner, även som opus 50 för en "orkester av virtuoser".
- 1969 – Hans Wurman, 13 variationer, för synthesizer.
- 1974 – Joseph Horovitz, Variations on a Theme of Paganini, för brasskvartett.
- 1975 – John Dankworth (1927–2010), Paganini in Perpetuo, för (jazz)orkester, senare för kvartett.
- 1977 – James Walker (arr.) variationer, för klarinett och piano.
- 1978 – Witold Lutosławski, version för piano och orkester.
- 1977 – Andrew Lloyd Webber (f. 1948), Variations, för cello och rockband.
- 2000 – Poul Ruders (f. 1949), Paganini Variations, för gitarr och orkester 2000, soloversion 2002.
- 2001 – Lowell Liebermann, Rhapsody on a Theme of Paganini, för piano och orkester.
- 2001 – Frank Proto, Nine Variants on Paganini for Double Bass and Orchestra.
- 2005 – Søren Nils Eichberg, Variations on a Theme by Niccolò Paganini, för solo cello.
- 2009 – Ehsan Saboohi, Methamorphosis on Theme of Paganini, för piano.